# Olympische Winterspiele 1984/Teilnehmer (Belgien)
| Gelbes Symbol für Goldmedaillen mit stilisierten Olympischen Ringen | Graues Symbol für Silbermedaillen mit stilisierten Olympischen Ringen | Braundes Symbol für Bronzemedaillen mit stilisierten Olympischen Ringen |
| ------------------------------------------------------------------- | --------------------------------------------------------------------- | ----------------------------------------------------------------------- |
| —                                                                   | —                                                                     | —                                                                       |

Belgien entsandte vier Teilnehmer zu den Olympischen Winterspielen 1984 in Sarajevo. Die Mannschaft blieb ohne Medaillengewinn.

## Teilnehmer nach Sportarten

### Ski Alpin

#### Frauen
- Michèle Brigitte Dombard
Abfahrt (Platz 27)
Riesenslalom (Platz 37)

#### Männer
- Pierre Couquelet
Abfahrt (Platz 40)
Riesenslalom (Platz 35)
Slalom (DNF)

- Henri Mollin
Abfahrt (Platz 46)
Riesenslalom (DNF)
Slalom (DNF)

### Eiskunstlauf

#### Frauen
- Katrien Pauwels
Damen Einzel (Platz 16)